# Capitano generale della Chiesa
Il capitano generale della Chiesa fu il comandante in capo de facto delle armate pontificie nel Medioevo. Tale ruolo era solitamente concesso a un nobile italiano che godesse di professionalità militare acclarata e di reputazione irreprensibile. Nel tempo divenne un incarico vero e proprio, trasmesso senza soluzione di continuità per diversi secoli. Diversamente dal capitano generale, il gonfaloniere della Chiesa, oltre ad essere un cerimoniere onorario, era anche il responsabile della tattica militare da adottare in battaglia. Era tradizione per il Capitano generale della Chiesa portare un bastone da maresciallo, simbolo del comando, che veniva benedetto annualmente dal pontefice.

## Serie storica dei capitani generali della Chiesa
| Capitano Generale                               | Ritratto               | Nominato da Papa            | Note |
| ----------------------------------------------- | ---------------------- | --------------------------- | --- |
| Carlo Magno                                     |                        | Leone III (798-816)         | "È pressoché certo concludere che il Papa desiderasse che il regale protettore si considerasse capitano generale delle armate della Chiesa, e che avesse in tale veste diritto a ricevere il servizio delle armi dai suoi sudditi quando veniva chiamato dalla Chiesa a difendere i suoi diritti temporali". |
| Guglielmo Durante                               |                        | Martino IV (1281-1285)      | [ 4 ] |
| Giacomo II d'Aragona                            |                        | Bonifacio VIII (1294-1303)  | Gonfaloniere, Ammiraglio della Flotta Pontificia e Capitano Generale della Chiesa; condusse la guerra contro suo fratello in Sicilia prendendo parte vittoriosamente ai Vespri Siciliani |
| Filippo VI di Francia                           |                        | Benedetto XII (1334-1342)   | Circa agosto 1336 |
| Juan Fernández de Heredia                       |                        | Innocenzo VI (1352-1362)    | [ 8 ] |
| Daniele Del Carretto                            |                        | Gregorio XI (1370-1378)     | [ 9 ] |
| Carlo I Malatesta                               |                        | Bonifacio IX (1389-1404)    | "vicario temporale e capitano generale della Chiesa" |
| Andrea Fortebraccio                             |                        | Gregorio XII (1406-1415)    | Nominato nel 1414; "Usò le armate pontificie per prendere possesso di Perugia, destinando però le conquiste alla propria persona" |
| Ranuccio Farnese il Vecchio                     |                        | Eugenio IV (1431-1447)      | Nominato nel 1435; nonno di Paolo III |
| Niccolò Piccinino                               |                        | Eugenio IV (1431-1447)      | Nominato il 6 giugno 1442; Condottiero; era anche comandante delle forze armate del Duca di Milano e pertanto la sua nomina si configura come "una delle prime concrete indicazioni" dell'alleanza tra il pontefice e Milano. |
| Jacques Cœur                                    |                        | Niccolò V (1447-1455)       | Morì in carica |
| Lodovico Trevisan                               |                        | Callisto III (1455-1458)    | Trevisan giocò un ruolo importante nell'organizzazione della campagna navale contro gli Ottomani nel dicembre del 1455, e fu anche responsabile dell'istituzione della prima vera flotta pontificia, venendo nominato "legato apostolico, governatore generale, capitano e condottiero generale". |
| Pier Luigi Borgia (Pedro Luis de Borja)         |                        | Callisto III (1455-1458)    | Anche Prefetto di Roma. Da non confondere con Pedro Luis de Borja Llançol de Romaní. |
| Antonio Piccolomini                             |                        | Pio II (1458-1464)          | Figlio della sorella di Pio II, Laudomia; di lui sappiamo che veniva stipendiato annualmente con la somma di 2000 ducati e che era castellano di Castel Sant'Angelo; ottenne il titolo di Principe e Duca di Amalfi. |
| Napoleone Orsini (prima nomina)                 |                        | Pio II (1458-1464)          | si distinse nelle campagne Romane contro la famiglia Colonna. |
| Girolamo Riario                                 |                        | Sisto IV (1471-1484)        | Cospiratore nella congiura dei Pazzi, era fratello del cardinal nipote Pietro Riario; il titolo gli venne in seguito revocato |
| Napoleone Orsini (seconda nomina)               |                        | Sisto IV (1471-1484)        | nel 1470 costruì il Castello Orsini sul feudo di Bracciano. |
| Franceschetto Cybo                              |                        | Innocenzo VIII (1484-1492)  | Dal 1488. Figlio illegittimo di Innocenzo VIII |
| Roberto Eustachio                               |                        | Innocenzo VIII (1484-1492)  | In precedenza al servizio di Milano; condusse la campagna contro Alfonso II di Napoli e successivamente passò al servizio della Repubblica di Venezia |
| Niccolò Orsini                                  |                        | Innocenzo VIII (1484-1492)  | Nominato il 27 giugno 1489, durante la guerra contro Ferdinando I di Napoli |
| Giovanni Borgia                                 |                        | Alessandro VI (1492-1503)   | Figlio del pontefice; anche Duca di Gandia; assassinato, forse per ordine di suo fratello Cesare |
| Cesare Borgia                                   |                        | Alessandro VI (1492-1503)   | Figlio del pontefice; in precedenza cardinal-nipote; spesso ritenuto responsabile di essere l'assassino di suo fratello Giovanni, o materialmente o come mandante. Giulio II, il "Papa Guerriero", si rifiutò di confermare Cesare dopo la sua elezione. |
| Francesco Maria I della Rovere (prima nomina)   |                        | Giulio II (1503-1513)       | Figlio del fratello di Giulio II, Giovanni, ed erede adottato di Guidobaldo, Duca di Urbino; rimase in carica fino a un anno dopo la morte di Giulio II, venne pagato 13.844 ducati annui più 30.000 per la sua personale compagnia militare di 200 uomini di fanteria e 100 cavalieri |
| Alfonso I d'Este                                |                        | Giulio II (1503-1513)       | detenne anche la carica di Gonfaloniere della Chiesa, e Fu' Ordine di San Michele. |
| Francesco II Gonzaga                            |                        | Giulio II (1503-1513)       | si distinse al servizio del Pontefice nell'Assedio della Città di Bologna nel 1509. |
| Giuliano di Lorenzo de' Medici                  |                        | Leone X (1513-1521)         | Il figlio di Giuliano de' Medici, Giulio (futuro Papa Clemente VII), fu legato papale presso l'esercito |
| Lorenzo de' Medici duca di Urbino               |                        | Leone X (1513-1521)         | Nominato alla morte di Giuliano nel 1516; fu comandante delle forze papali nella prima fase della Guerra di Urbino (1517) |
| Bernardo Dovizi                                 |                        | Leone X (1513-1521)         | Nominato dopo il ferimento di Lorenzo; comandò le armate pontificie nella Guerra di Urbino (1517) |
| Federico II Gonzaga                             |                        | Leone X (1513-1521)         | nonostante la carica, il comando effettivo dell'Esercito Pontificio appartenne a Prospero Colonna; e nel 1527 seguito all'avanzata delle truppe dei Lanzichenecchi, il Marchese di Mantova non oppose alcuna Resistenza alle truppe imperiali, che si portarono nella città di Roma, ove ne seguì il cruento Sacco di Roma (1527).                                                                                            |
| Federico II Gonzaga                             | Adriano VI (1522-1523) |                             | nonostante la carica, il comando effettivo dell'Esercito Pontificio appartenne a Prospero Colonna; e nel 1527 seguito all'avanzata delle truppe dei Lanzichenecchi, il Marchese di Mantova non oppose alcuna Resistenza alle truppe imperiali, che si portarono nella città di Roma, ove ne seguì il cruento Sacco di Roma (1527).                                                                                            |
| Francesco Maria I della Rovere (seconda nomina) |                        | Clemente VII (1523-1535)    | Già capitano nel decennio 1503-1513, fu rinominato da Clemente VII dopo che il ducato di Urbino gli era stato tolto da Leone X e gli era stato riassegnato da Adriano VI |
| Pier Luigi Farnese                              |                        | Paolo III (1534-1549)       | Nominato il 2 febbraio 1537; figlio di Paolo III e in precedenza "gonfaloniere" (nominato nel gennaio del 1535), portò entrambi i titoli simultaneamente |
| Giambattista del Monte                          |                        | Giulio III (1550-1552)      | Nipote di Giulio III |
| Guidobaldo II della Rovere                      |                        |                             | [ 35 ] |
| Giovanni Carafa                                 |                        | Paolo IV (1555-1559)        | Nominato dopo le dimissioni di Guidobaldo; nipote di Paolo IV; definito dai contemporanei "un affabile incompetente, e durante il suo mandato venne anche sostituito in certi momento dal Cugino Antonio Carafa" |
| Camillo Orsini                                  |                        | Paolo IV (1555-1559)        | Nominato anche Governatore di Roma |
| Michele II Bonelli                              |                        | Pio V (1566-1572)           | Nipote ex sorore di Pio V. Fratello del cardinal nipote Michele Bonelli. |
| Marcantonio Colonna                             |                        | Gregorio XIII (1572-1585)   | Guidò la flotta pontificia nella Battaglia di Lepanto nel 1571 |
| Giacomo Boncompagni                             |                        | Gregorio XIII (1572-1585)   | Figlio del Pontefice Papa Gregorio XII |
| Ercole Sfondrati                                |                        | Gregorio XIV (1590-1591)    | detenne la carica anche durante i Pontificati di Innocenzo IX e Clemente VIII sino al 1592 |
| Appio Conti                                     |                        | Clemente VIII (1592-1605)   | Militare al servizio di Alessandro Farnese nelle Fiandre, nel 1592 fu chiamato a Roma per condurre in Francia il corpo di spedizione pontificio, e durante lo spostamento delle truppe fu ucciso da un colonnello tedesco delle milizie pontificie che comandò |
| Giovanni Francesco Aldobrandini                 |                        | Clemente VIII (1592-1605)   | Nipote del Pontefice, detenne la carica sino alla sua morte avvenuta nel 1601; fu messo a capo del corpo di spedizione contro i Turchi in Ungheria a supporto delle truppe imperiali di Rodolfo II d'Asburgo. |
| Niccolò I Ludovisi                              |                        | Gregorio XV (1621-1623)     | nipote del Pontefice, ricopri anche la carica di Castellano di Sant'Angelo nonché quella di Comandante della Flotta Pontificia, e successivamente prese parte a varie operazioni sotto il comando dell'Impero spagnolo, e a partire dal maggio 1659 fu nominato luogotenente e capitano generale d'Aragona, e inoltre in quel periodo s'occupò principalmente della mobilitazione delle truppe spagnole contro il Portogallo. |
| Taddeo Barberini                                |                        | Urbano VIII (1623-1644)     | nipote del Pontefice, detenne anche la carica di Gonfalone della Chiesa, nel 1641 in seguito allo scoppio del Conflitto contro i Farnese, sostituì i comandanti Pontifici nell'Occupazione del Ducato di Castro. |
| Camillo Francesco Maria Pamphili                |                        | Innocenzo X (1644-1655)     | nipote del Pontefice, in seguito rinunciò alla carica per diventare Cardinale. |
| Agostino Chigi                                  |                        | Alessandro VII (1655-1667)  | Nipote del Pontefice. |
| Camillo Rospigliosi                             |                        | Clemente IX (1667-1669)     | Fratello del Pontefice, nonché cavaliere dell'Ordine di Santo Stefano papa e martire. |
| Gaspare Paluzzi Albertoni Altieri               |                        | Clemente X (1670-1676)      | nipote del Pontefice. |
| Livio Odescalchi                                |                        | Innocenzo XI (1676-1689)    | dapprima militò fra le file Imperiali nella Battaglia di Vienna ove ottenne una grande Vittoria, tanto da ottenere il collare dell'Ordine del Toson d'oro, ed in seguito a questo grande successo, fu anche Gonfaloniere della Chiesa, nonché candidato al Trono di Polonia. |
| Antonio Ottoboni                                |                        | Alessandro VIII (1689-1691) | Nipoti del Pontefice. |
| Marco Ottoboni                                  |                        | Alessandro VIII (1689-1691) | Nipoti del Pontefice. |
| Giuseppe Lotaro Conti                           |                        | Innocenzo XIII (1721-1724)  | Fratello del Pontefice. |